# Сборджит
Сборджит — мінерал, пентаборат натрію з формулою Na[B5O6(OH)4]·3H2O. Формула може бути записана в вигляді оксидної композиції: Na2O·5B2O3·10H2O. Іноді називається натрію пентаборат пентагідрат, оскільки містить аніон пентаборату (B5O6(OH)4)−.
Сборджит безбарвний з моноклінними кристалами. Названий честь Умберто Сборджі (1883—1955), професора хімії Міланського університету, Італія. Сборджит зустрічається в Тоскані, Італія, та в районі Фернес-Крік, Долина Смерті, Каліфорнія.